# Talsperre Peñarroya
Die Talsperre Peñarroya (spanisch Presa de Peñarroya) ist eine Talsperre in der Gemeinde Argamasilla de Alba, Provinz Ciudad Real, Spanien. Sie staut den Guadiana zu einem Stausee auf. Die Talsperre dient der Trinkwasserversorgung und Bewässerung. Sie wurde 1959 fertiggestellt. Die Talsperre ist in Staatsbesitz.

## Absperrbauwerk
Das Absperrbauwerk ist eine Gewichtsstaumauer aus Beton mit einer Höhe von 44 (bzw. 50) m über der Gründungssohle. Die Mauerkrone liegt auf einer Höhe von 738 m über dem Meeresspiegel. Die Länge der Mauerkrone beträgt 250 (bzw. 251) m. Das Volumen der Staumauer beträgt 150.000 m³.
Die Staumauer verfügt sowohl über einen Grundablass als auch über eine Hochwasserentlastung. Über den Grundablass können maximal 12 m³/s abgeleitet werden, über die Hochwasserentlastung maximal 540 (bzw. 630) m³/s. Das Bemessungshochwasser liegt bei 560 (bzw. 678) m³/s.

## Stausee
Beim normalen Stauziel von 735 m erstreckt sich der Stausee über eine Fläche von rund 4,12 (bzw. 4,25) km² und fasst 50 (bzw. 51) Mio. m³ Wasser.

## Sonstiges
Auf dem rechten Ufer befindet sich die Burg Peñarroya (spanisch Castillo de Peñarroya) in unmittelbarer Nähe der Talsperre.